# Salgótarján (stacja kolejowa)
Salgótarján (węgierski: Salgótarján vasútállomásai) – stacja kolejowa w Salgótarján, w komitacie Nógrád, na Węgrzech. Została otwarta w 1867 na linii 81 Hatvan – Somoskőújfalu.

## Historia
W 1867 roku otwarto stację oraz budynek MAV. Dworzec został nazwany Salgótarján-Főtér. Po II wojnie światowej stacja została odbudowana. W roku 1965 budynek dworca został przebudowany.
| Salgótarján                                 |  |                                   |
| Linia 81 Hatvan – Somoskőújfalu (59,000 km) |  |                                   |
| Salgótarján-külsőodległość: 2,000 km        |  | Somoskőújfalu odległość: 6,000 km |